# Italian Football League 2022
La Italian Football League 2022 è la 6ª edizione del campionato di football americano di Prima Divisione, organizzato dalla FIDAF e gestito dalla rinata lega IFL.

## Formato
Con i nove team partecipanti la formula del campionato rimane a girone unico.

## Squadre partecipanti
| Club             | Città   | Stadio                                             | Sponsor ufficiale                     | Risultato nella stagione 2021   |
| ---------------- | ------- | -------------------------------------------------- | ------------------------------------- | ------------------------------- |
| Dolphins Ancona  | Ancona  | C.S. Nelson Mandela                                | General Logistics Systems             | 5º posto in regular season      |
| Ducks Lazio      | Roma    | C.S. Arnaldo Fuso (Ciampino)                       | Cottorella                            | Semifinalisti                   |
| Guelfi Firenze   | Firenze | Guelfi Sport Center                                | Estra                                 | Semifinalisti                   |
| Mastini Verona   | Verona  | Galdino Pinarolli Stadium (Pescantina)             | agsm aim                              | Semifinalisti Seconda Divisione |
| Panthers Parma   | Parma   | Stadio Sergio Lanfranchi                           |                                       | Vincitori XL Italian Bowl       |
| Rhinos Milano    | Milano  | Velodromo Maspes-Vigorelli                         |                                       | 7º posto in regular season      |
| Seamen Milano    | Milano  | Velodromo Maspes-Vigorelli                         | Cisalfa                               | Finalista                       |
| Vipers Modena    | Modena  | Polisportiva Saliceta San Giuliano                 | BCM prodotti siderurgici inossidabili | Vincitori XXVII Silver Bowl     |
| Warriors Bologna | Bologna | Alfheim Field – Centro sportivo "Giorgio Bernardi" | Carpanelli                            | 6º posto in regular season      |

## Stagione regolare

### Calendario

#### 1ª giornata
| Arbitri: | Sala R. Passalacqua I. Conti Tomaz N. Pizzorno L. Mancino A. Conti |

| |           | |
| J. Gerbino 4':44" Q1 (TD) 2yd run A. Tanner 11':54" Q4 (TD) 6yd run J. Gerbino Q4 (tpc) pass from Fimiani J. Gerbino 4':58" Q4 (TD) 51yd pass from Fimiani A. Barbaro Q4 (pat) | Marcatori | Diaco 6':56" Q1 (TD) 2yd run Felli Q1 (pat) Alinovi 9':35" Q3 (TD) 4yd pass from B. Bolles Felli Q3 (pat) Diaco 7':11" Q4 (TD) 2yd run Felli Q4 (pat) Felli 0':43" Q4 (FG) 44yd |

| Arbitri: | S. d'Amato A. Maghini G. Gianfelice A. Tognoni A. Taballione F. Busca N. Pizzorno |

| |           | |
| Z. Quattrone 0':33" Q2 (TD) 18yd pass from di Galbo C. Brancaccio Q2 (pat) M. Zoppi 10':04" Q3 (TD) 40yd pass from di Galbo C. Brancaccio Q3 (pat) C. Brancaccio 3':34" Q3 (FG) 12yd C. Brancaccio 6':34" Q4 (FG) 5yd | Marcatori | M. Zanetti 5':56" Q1 (TD) 4yd pass from G. Cousineau M. Dazzani Q1 (pat) G. Cousineau 10':11" Q2 (TD) 4yd run M. Dazzani Q2 (pat) |

| Ciampino 6 marzo 2022, ore 15:00 | Ducks Lazio | 0 – 38 (0-18 0-13 0-7 0-0) referto | Seamen Milano | C.S. Arnaldo Fuso (100 spett.) |
| Marcatori M. Castle 11':41" Q1 ( TD ) 23yd pass from Zahradka F. Fiammenghi 7':10" Q1 ( TD ) 29yd pass from Zahradka M. Castle 3':28" Q1 ( TD ) 54yd pass from Zahradka I. Lamamra 3':33" Q2 ( TD ) 5yd pass from Zahradka M. Castle 0':00" Q2 ( TD ) 36yd pass from Zahradka L. Gioco Q2 ( pat ) M. Castle 6':20" Q3 ( TD ) 32yd pass from Zahradka L. Gioco Q3 ( pat ) |             | |               |                                |
| |             | |               |                                |
| | Marcatori   | M. Castle 11':41" Q1 (TD) 23yd pass from Zahradka F. Fiammenghi 7':10" Q1 (TD) 29yd pass from Zahradka M. Castle 3':28" Q1 (TD) 54yd pass from Zahradka I. Lamamra 3':33" Q2 (TD) 5yd pass from Zahradka M. Castle 0':00" Q2 (TD) 36yd pass from Zahradka L. Gioco Q2 (pat) M. Castle 6':20" Q3 (TD) 32yd pass from Zahradka L. Gioco Q3 (pat) |               |                                |

#### 2ª giornata
| Arbitri: | Zampedri Camossa Avagnina Sanfelice Tognoni Moglia Cassiani |

| |           |                           |
| B. Yeboah 4':46" Q2 (TD) 1yd run L. Gioco Q2 (pat) J. Flores Calde 5':37" Q2 (TD) 5yd pass from Zahradka L. Gioco Q3 (pat) F. Fiammenghi 9':11" Q4 (TD) 29yd pass from Zahradka L. Gioco Q4 (pat) | Marcatori | Felli 8':03" Q3 (FG) 32yd |

| Arbitri: | Sala P. Buondonno Tomaz E. Moselli Colombo E. di Battista F. Busca |

| |           |  |
| A. Zacary 11':42" Q1 (TD) 70yd pass from G. Cousineau Parlangeli 3':14" Q1 (TD) 16yd pass from G. Cousineau A. Zacary 6':24" Q2 (TD) 18yd pass from G. Cousineau M. Dazzani 6':50" Q3 (FG) 25yd A. Zacary 1':00" Q3 (TD) 6yd run M. Dazzani Q3 (pat) M. Dazzani :05" Q4 (FG) 33yd | Marcatori |  |

| Ciampino 13 marzo 2022, ore 14:30 | Ducks Lazio | 28 – 27 (14-7 7-7 7-0 0-13) referto | Rhinos Milano | C.S. Arnaldo Fuso (150 spett.) |
| R. Curtiss 8':27" Q1 ( TD ) 3yd pass from Stitt J. Impallomeni Q1 ( pat ) Stitt 1':55" Q1 ( TD ) 3yd run J. Impallomeni Q1 ( pat ) R. Curtiss 5':17" Q1 ( TD ) 12yd pass from Stitt J. Impallomeni Q2 ( pat ) E. Iudicone 2':39" Q3 ( TD ) pass from Stitt J. Impallomeni Q3 ( pat ) Marcatori L. Assemian 5':01" Q1 ( TD ) 12yd run G. Sarra Q1 ( pat ) Elmi 10':28" Q2 ( TD ) 14yd pass from D. Santacaterina G. Sarra Q2 ( pat ) B. Escobar 11':44" Q4 ( TD ) 13yd pass from D. Santacaterina G. Sarra Q4 ( pat ) Elmi 0':15" Q4 ( TD ) 5yd pass from D. Santacaterina |             | |               |                                |
| |             | |               |                                |
| R. Curtiss 8':27" Q1 (TD) 3yd pass from Stitt J. Impallomeni Q1 (pat) Stitt 1':55" Q1 (TD) 3yd run J. Impallomeni Q1 (pat) R. Curtiss 5':17" Q1 (TD) 12yd pass from Stitt J. Impallomeni Q2 (pat) E. Iudicone 2':39" Q3 (TD) pass from Stitt J. Impallomeni Q3 (pat) | Marcatori   | L. Assemian 5':01" Q1 (TD) 12yd run G. Sarra Q1 (pat) Elmi 10':28" Q2 (TD) 14yd pass from D. Santacaterina G. Sarra Q2 (pat) B. Escobar 11':44" Q4 (TD) 13yd pass from D. Santacaterina G. Sarra Q4 (pat) Elmi 0':15" Q4 (TD) 5yd pass from D. Santacaterina |               |                                |

#### 3ª giornata
| Arbitri: | R. Passalacqua G. Curatolo I. Conti G. Sanfelice N. Pizzorno A. Taballione A. Conti |

| |           | |
| J. Gerbino 0':45" Q1 (TD) 3yd run A. Barbaro Q1 (pat) A. Tanner 10':47" Q3 (TD) 8yd run J. Gerbino 3':15" Q3 (TD) 1yd run J. Gerbino Q3 (tpc) rush J. Gerbino 2':00" Q3 (TD) 32yd run J. Gerbino Q3 (tpc) rush A. Tanner 11':40" Q4 (TD) 50yd run Fimiani 2':59" Q4 (TD) 12yd run A. Barbaro Q4 (pat) | Marcatori | M. Dazzani 2':41" Q1 (FG) 27yd A. Bello 6':22" Q2 (TD) 3yd run M. Dazzani Q2 (pat) A. Bello 0':30" Q4 (TD) 5yd pass from G. Cousineau M. Dazzani Q4 (pat) |

| Arbitri: | Sala M. Breglia Tomaz G. Ventura A. Pagani M. Cassiani D. Gilardi |

|                              |           | |
| G. Sarra 1':38" Q1 (FG) 20yd | Marcatori | M. Zoppi 8':18" Q1 (TD) 8yd pass from di Galbo C. Brancaccio Q1 (pat) di Galbo 0':32" Q1 (TD) 1yd run A. Nocera 8':26" Q2 (TD) 48yd pass from di Galbo C. Brancaccio Q2 (pat) A. Nocera 6':34" Q4 (TD) 8yd pass from di Galbo C. Brancaccio Q4 (pat) C. Brancaccio 1':04" Q4 (TD) 1yd run F. Anzaldi Q4 (pat) |

| Arbitri: | F. Garlaschi Sala G. Virone L. Mancino S. d'Amato A. Tognoni E. Bovi |

| |           | |
| B. Hayes II 10':37" Q2 (TD) 5yd pass from T. Watkins F. Simioni 11':49" Q4 (TD) 8yd pass from L. Tommasi A. Monte Q4 (pat) A. Monte 1':51" Q4 (FG) 33yd F. Santello 0':11" Q4 (TD) 42yd interception return A. Monte Q4 (pat) | Marcatori | M. Vrapi 4':52" Q1 (saf) tackle for loss at 0yd L. Minopoli 0':56" Q2 (TD) 20yd pass from D. Vanatsky di Tunisi Q2 (pat) R. Chiletti 9':04" Q4 (TD) 0yd fumble recovery di Tunisi Q4 (pat) |

#### 4ª giornata
| Arbitri: | M. Bernardi M. Breglia V. Pierotti A. Avagnina E. Vescovi D. Gilardi A. Pagani |

| |           | |
| B. Escobar 6':20" Q1 (TD) 30yd pass from D. Santacaterina G. Sarra Q1 (pat) L. Cambrisi 11':09" Q2 (TD) 15yd run G. Sarra Q2 (pat) Boni 3':49" Q3 (TD) 16yd pass from D. Santacaterina G. Sarra Q3 (pat) D. Santacaterina 6':41" Q4 (TD) 5yd run D. Santacaterina Q4 (tpc) rush | Marcatori | Fimiani 5':51" Q1 (TD) 51yd run A. Barbaro Q1 (pat) A. Tanner 10':37" Q2 (TD) 8yd pass from Fimiani A. Tanner Q2 (tpc) pass from Fimiani J. Gerbino 0':10" Q2 (TD) 28yd pass from Fimiani A. Tanner 3':08" Q3 (TD) 14yd run A. Tanner Q3 (tpc) rush Fimiani 1':08" Q4 (TD) 19yd run |

| Arbitri: | S. d'Amato G. Curatolo I. Conti G. Virone A. Tognoni L. Mancino V. Vitelli |

| |           | |
| Parlangeli 0':43" Q3 (TD) 5yd pass from G. Cousineau M. Dazzani Q3 (pat) Parlangeli 3':14" Q4 (TD) 24yd pass from G. Cousineau M. Dazzani Q4 (pat) | Marcatori | Diaco 7':40" Q1 (TD) 10yd pass from B. Bolles Felli Q1 (pat) Alinovi 4':05" Q1 (TD) 45yd pass from B. Bolles Felli Q1 (pat) } Alinovi 12':00" Q2 (TD) 14yd pass from B. Bolles Felli Q2 (pat) Felli 2':33" Q2 (FG) 35yd Felli 0':27" Q2 (FG) 30yd R. Bonvicini 9':26" Q4 (TD) 29yd pass from Monardi Felli Q4 (pat) |

| Arbitri: | Zampedri U. Buran F. Busca E. Morelli N. Pizzorno A. Conti E. di Battista |

| |           | |
| Z. Quattrone 0':38" Q1 (TD) 7yd pass from di Galbo C. Brancaccio Q1 (pat) di Galbo 2':57" Q2 (TD) 36yd run L. Giuliani 1':36" Q2 (TD) 63yd pass from di Galbo R. Petrilli Q2 (pat) R. Petrilli OT1 (FG) 20yd | Marcatori | Stitt 9':42" Q2 (TD) 1yd run J. Impallomeni Q2 (pat) A. Paolini 9':05" Q3 (TD) 15yd fumble return L. Carbone 11':27" Q4 (TD) 20yd pass from Stitt J. Impallomeni Q4 (pat) Stitt OT2 (TD) 2yd run |

#### 5ª giornata
| Arbitri: | S. d'Amato m. Breglia I. Conti V. Pierotti A. Tognoni A. Avagnina R. Rettani |

| |           | |
| Fimiani 9':07" Q1 (TD) 27yd run J. Gerbino Q1 (tpc) rush Fimiani 7':51" Q1 (TD) 7yd run F. Camorani Q1 (pat) J. Gerbino 0':32" Q2 (TD) 8yd pass from Fimiani J. Gerbino 10':03" Q4 (TD) 2yd run F. Camorani Q4 (pat) A. Tanner 4':00" Q4 (TD) 19yd run A. Tanner Q4 (tpc) rush | Marcatori | Z. Quattrone 0':44" Q1 (TD) 7yd pass from di Galbo A. Nocera 4':07" Q2 (TD) 9yd pass from di Galbo R. Petrilli Q2 (pat) di Galbo 2':43" Q3 (TD) 1yd run di Galbo Q3 (tpc) rush |

| Arbitri: | A. Maghini M. Breglia G. Virone V. Pierotti Colombo A. Avagnina V. Vitelli |

| |           | |
| M. Bonzanni 3':13" Q1 (TD) 74yd pass from B. Bolles Felli Q1 (pat) Diaco 11':01" Q4 (TD) 1yd run Felli Q4 (pat) M. Bonzanni 4':03" Q4 (TD) 5yd pass from B. Bolles Felli Q4 (pat) | Marcatori | D. Skinner 4':40" Q1 (TD) 28yd pass from D. Vanatsky di Tunisi 0':00" Q2 (FG) 35yd di Tunisi 0':40" Q3 (TD) 1yd pass from D. Vanatsky di Tunisi Q2 (tpc) pass from D. Vanatsky D. Skinner 7':05" Q4 (TD) 31yd pass from D. Vanatsky di Tunisi Q4 (pat) |

#### 6ª giornata
| Arbitri: | F. Garlaschi M. Breglia V. Pierotti G. Virone A. Tognoni A. Avagnina M. Cassani |

|  |           | |
|  | Marcatori | M. Castle 11':38" Q1 (TD) 73yd pass from Zahradka L. Gioco Q1 (pat) F. Fiammenghi 4':48" Q1 (TD) 15yd pass from Zahradka L. Gioco Q1 (pat) L. Gioco 1':54" Q1 (FG) 34yd A. Aguirre 1':06" Q1 (TD) 13yd fumble recovery L. Gioco Q2 (pat) M. Castle 11':07" Q2 (TD) 10yd pass from Zahradka L. Gioco Q2 (pat) J. Flores Calde 5':22" Q2 (TD) 12yd pass from Zahradka L. Gioco Q2 (pat) M. Castle 0':12" Q2 (TD) 48yd pass from Zahradka L. Gioco Q2 (pat) P. Previtali 3':00" Q3 (TD) 10yd pass from F. Troni L. Gioco Q3 (pat) |

| Arbitri: | Zampedri Sala Tomaz G. Virone A. Tognoni A. Avagnina S. Bernini |

| |           | |
| Diaco 4':55" Q1 (TD) 2yd run Felli Q1 (pat) Diaco 0':53" Q1 (TD) 10yd run Felli Q1 (pat) B. Bolles 7':09" Q2 (TD) 6yd run Felli Q2 (pat) B. Bolles 1':56" Q2 (TD) 4yd run Felli Q2 (pat) Felli 0':00" Q3 (FG) 31yd M. Pooda 10':08" Q4 (TD) 38yd run Felli Q4 (pat) R. Bonvicini 7':23" Q4 (TD) 49yd pass from Monardi Felli Q4 (pat) | Marcatori | R. Curtiss 0':00" Q2 (TD) 1yd run J. Impallomeni Q2 (pat) R. Curtiss 4':25" Q3 (TD) 7yd pass from Stitt J. Impallomeni Q3 (pat) Petrone 3':45" Q4 (TD) 6yd run J. Impallomeni Q4 (pat) Stitt 0':0" Q4 (TD) 2yd run J. Impallomeni Q4 (pat) |

| Arbitri: | S. d'Amato D. Napoli F. Busca A. Conti N. Pizzorno E. di Battista L. Ferracuti |

| |           |                                |
| di Galbo 5':45" Q1 (TD) 4yd run C. Brancaccio Q1 (pat) di Galbo 1':45" Q2 (TD) 4yd run C. Brancaccio Q2 (pat) di Galbo 0':10" Q3 (TD) 20yd run C. Brancaccio Q3 (pat) Z. Quattrone 5':45" Q4 (TD) 8yd pass from di Galbo C. Brancaccio Q4 (pat) M. Zoppi 3':10" Q4 (TD) 8yd pass from di Galbo C. Brancaccio Q4 (pat) | Marcatori | Bonacci 9':20" Q3 (TD) 4yd run |

#### 7ª giornata
| Arbitri: | Sala D. Napoli I. Conti Tomaz N. Pizzorno F. Muolo A. Conti |

| |           |  |
| J. Gerbino 7':33" Q1 (TD) 5yd run A. Barbaro Q1 (pat) Fimiani 2':39" Q1 (TD) 5yd run A. Barbaro Q1 (pat) Fimiani 9':24" Q2 (TD) 6yd run A. Barbaro Q2 (pat) A. Tanner 6':58" Q2 (TD) 7yd run A. Barbaro Q2 (pat) J. Gerbino 8':59" Q3 (TD) 6yd run A. Barbaro Q3 (pat) J. Gerbino 0':00" Q3 (TD) 36yd run A. Barbaro Q3 (pat) | Marcatori |  |

| Arbitri: | S. d'Amato R. Buran F. Garlaschi L. Cian Frisiani A. Tognoni Pilia/R. Rettani |

| |           |                                |
| I. Lamamra 10':43" Q1 (TD) 10yd pass from Zahradka L. Gioco Q1 (pat) G. Querzola 1':25" Q1 (TD) 2yd run J. Flores Calde Q1 (pat) M. Castle 11':52" Q2 (TD) 54yd pass from Zahradka J. Flores Calde Q2 (pat) M. Castle 9':58" Q2 (TD) 54yd pass from Zahradka J. Flores Calde Q2 (pat) M. Castle 0':39" Q2 (TD) 54yd pass from Zahradka J. Flores Calde Q2 (pat) Santagostino 1':03" Q3 (TD) 13yd pass from Zahradka J. Flores Calde Q3 (pat) | Marcatori | M. Dazzani 8':06" Q1 (FG) 33yd |

| Ciampino 24 aprile 2022, ore 15:00 | Ducks Lazio | 21 – 35 (0-7 0-21 14-0 7-7) referto | Vipers Modena | C.S. Arnaldo Fuso (100 spett.) |
| T. Pozzebon 8':13" Q3 ( TD ) 13yd pass from Stitt J. Impallomeni Q3 ( pat ) R. Curtiss 1':39" Q3 ( TD ) 36yd pass from Stitt J. Impallomeni Q3 ( pat ) Stitt 6':59" Q4 ( TD ) 2yd run J. Impallomeni Q4 ( pat ) Marcatori di Tunisi 4':36" Q1 ( TD ) 27yd pass from D. Vanatsky di Tunisi Q1 ( pat ) Cira 11':06" Q2 ( TD ) 4yd run di Tunisi Q2 ( pat ) di Tunisi 8':02" Q2 ( TD ) 22yd pass from D. Vanatsky di Tunisi Q1 ( pat ) Cira 3':07" Q2 ( TD ) 1yd run di Tunisi Q2 ( pat ) D. Skinner 0':12" Q4 ( TD ) 4yd interception return di Tunisi Q4 ( pat ) |             | |               |                                |
| |             | |               |                                |
| T. Pozzebon 8':13" Q3 (TD) 13yd pass from Stitt J. Impallomeni Q3 (pat) R. Curtiss 1':39" Q3 (TD) 36yd pass from Stitt J. Impallomeni Q3 (pat) Stitt 6':59" Q4 (TD) 2yd run J. Impallomeni Q4 (pat) | Marcatori   | di Tunisi 4':36" Q1 (TD) 27yd pass from D. Vanatsky di Tunisi Q1 (pat) Cira 11':06" Q2 (TD) 4yd run di Tunisi Q2 (pat) di Tunisi 8':02" Q2 (TD) 22yd pass from D. Vanatsky di Tunisi Q1 (pat) Cira 3':07" Q2 (TD) 1yd run di Tunisi Q2 (pat) D. Skinner 0':12" Q4 (TD) 4yd interception return di Tunisi Q4 (pat) |               |                                |

#### 8ª giornata
| Arbitri: | Sala Camossa Tomaz L. Cian Frisiani A. Pagani Sartini/Tabal |

| |           | |
| M. Castle 7':21" Q1 (TD) 37yd pass from Zahradka J. Flores Calde Q1 (pat) Santagostino 5':00" Q1 (TD) 37yd pass from Zahradka J. Flores Calde Q1 (pat) M. Castle 8':09" Q2 (TD) 17yd pass from Zahradka J. Flores Calde Q2 (pat) G. Ruffato 1':11" Q4 (TD) 15yd run J. Flores Calde Q4 (pat) S. Cavallini 0':00" Q4 (TD) 50yd fumble recovery J. Flores Calde Q4 (pat) | Marcatori | di Galbo 10':43" Q1 (TD) 1yd run Z. Quattrone 3':41" Q2 (TD) 35yd pass from di Galbo C. Brancaccio Q2 (pat) |

| Arbitri: | S. d'Amato R. Buran Zampedri A. Avagnina A. Tognoni I. Conti L. Ferracuti |

| |           |                                                                                      |
| di Tunisi 2':45" Q2 (TD) 24yd pass from D. Vanatsky di Tunisi Q2 (pat) di Tunisi 1':05" Q2 (TD) 24yd pass from D. Vanatsky di Tunisi Q2 (pat) di Tunisi 6':45" Q3 (FG) 40yd D. Skinner 9':55" Q4 (TD) 39yd pass from D. Vanatsky di Tunisi Q4 (pat) | Marcatori | S. Seymour 2':00" Q1 (TD) 4yd run M. Dazzani Q1 (pat) M. Dazzani 5':40" Q4 (FG) 42yd |

| Arbitri: | F. Garlaschi M. Valentino L. Mancino A. Avagnina S. d'Amato D. Gilardi M. Cassiani |

| |           | |
| M. Savoia 2':40" Q1 (TD) 5yd run A. Monte Q1 (pat) N. Veluscek 6':25" Q2 (TD) 79yd kickoff return F. Simioni 0':47" Q2 (TD) 14yd run A. Monte Q2 (pat) M. Savoia 8':58" Q4 (TD) 7yd run | Marcatori | Boni 8':15" Q2 (TD) 28yd pass from D. Santacaterina G. Sarra Q1 (pat) B. Escobar 6':45" Q2 (TD) 56yd pass from D. Santacaterina G. Sarra Q2 (pat) L. Cambrisi 2':38" Q2 (TD) 3yd run A. Ortiz 0':00" Q2 (saf) M. Savoia 1yd rush for loss G. Sarra 0':00" Q3 (FG) 23yd B. Escobar 1':01" Q4 (TD) 86yd pass from D. Santacaterina |

| Ciampino 1º maggio 2022, ore 15:00 | Ducks Lazio | 42 – 52 (7-7 7-14 14-14 14-17) referto | Guelfi Firenze | C.S. Arnaldo Fuso (100 spett.) |
| R. Curtiss 4':41" Q1 ( TD ) 5yd pass from Stitt J. Impallomeni Q1 ( pat ) Stitt 1':01" Q2 ( TD ) 1yd run J. Impallomeni Q2 ( pat ) E. Iudicone 10':00" Q3 ( TD ) 22yd pass from Stitt J. Impallomeni Q3 ( pat ) R. Curtiss 2':24" Q3 ( TD ) 3yd pass from Stitt J. Impallomeni Q3 ( pat ) T. Pozzebon 8':35" Q4 ( TD ) 24yd pass from Stitt J. Impallomeni Q4 ( pat ) R. Curtiss 3':11" Q4 ( TD ) 29yd pass from Stitt J. Impallomeni Q4 ( pat ) Marcatori N. Formosa 9':09" Q1 ( TD ) 15yd pass from Fimiani A. Barbaro Q1 ( pat ) Almeida 10':34" Q2 ( TD ) 50yd pass from J. Gerbino A. Barbaro Q2 ( pat ) A. Poglietelli 5':40" Q2 ( TD ) 86yd fumble recovery A. Barbaro Q2 ( pat ) J. Gerbino 8':40" Q3 ( TD ) 57yd pass from Fimiani Fimiani 5':42" Q3 ( TD ) 7yd run Fimiani Q3 ( tpc ) rush J. Gerbino 11':55" Q4 ( TD ) 13yd run A. Barbaro Q4 ( pat ) J. Gerbino 5':23" Q4 ( TD ) 15yd run A. Barbaro Q4 ( pat ) A. Barbaro 0':20" Q4 ( FG ) 23yd |             | |                |                                |
| |             | |                |                                |
| R. Curtiss 4':41" Q1 (TD) 5yd pass from Stitt J. Impallomeni Q1 (pat) Stitt 1':01" Q2 (TD) 1yd run J. Impallomeni Q2 (pat) E. Iudicone 10':00" Q3 (TD) 22yd pass from Stitt J. Impallomeni Q3 (pat) R. Curtiss 2':24" Q3 (TD) 3yd pass from Stitt J. Impallomeni Q3 (pat) T. Pozzebon 8':35" Q4 (TD) 24yd pass from Stitt J. Impallomeni Q4 (pat) R. Curtiss 3':11" Q4 (TD) 29yd pass from Stitt J. Impallomeni Q4 (pat) | Marcatori   | N. Formosa 9':09" Q1 (TD) 15yd pass from Fimiani A. Barbaro Q1 (pat) Almeida 10':34" Q2 (TD) 50yd pass from J. Gerbino A. Barbaro Q2 (pat) A. Poglietelli 5':40" Q2 (TD) 86yd fumble recovery A. Barbaro Q2 (pat) J. Gerbino 8':40" Q3 (TD) 57yd pass from Fimiani 5':42" Q3 (TD) 7yd run Fimiani Q3 (tpc) rush J. Gerbino 11':55" Q4 (TD) 13yd run A. Barbaro Q4 (pat) J. Gerbino 5':23" Q4 (TD) 15yd run A. Barbaro Q4 (pat) A. Barbaro 0':20" Q4 (FG) 23yd |                |                                |

#### 9ª giornata
| Arbitri: | Sala Camossa L. Ferracuti Tomaz A. Tognoni M. Pilia A. Sartini |

| |           | |
| Barbagallo 11':53" Q4 (TD) 14yd pass from D. Skinner di Tunisi Q4 (pat) Cira 7':40" Q4 (TD) 1yd run D. Skinner Q4 (tpc) pass from D. Vanatsky | Marcatori | J. Flores Calderon 8':40" Q1 (FG) 42yd M. Castle 4':53" Q2 (TD) 10yd run J. Flores Calderon Q2 (pat) J. Flores Calderon 0':00" Q2 (FG) 29yd L. Bassi 8':36" Q3 (TD) 21yd pass from Zahradka F. Fiammenghi 8':00" Q3 (TD) 4yd pass from Zahradka Santagostino 1':00" Q3 (TD) 41yd pass from Zahradka J. Flores Calderon Q3 (pat) G. Querzola 2':30" Q4 (TD) 11yd run S. Ali 1':50" Q4 (TD) 25yd interception return |

| Arbitri: | A. Maghini R. Buran F. Garlaschi G. Virone S. Bernini F. Antonelli A. Sartini |

| |           |  |
| D. Dales 6':39" Q1 (TD) 2yd run Felli Q1 (pat) Bonzanni 3':39" Q2 (TD) 46yd pass from B. Bolles Felli Q2 (pat) R. Bonvicini 0':31" Q2 (TD) 54yd pass from B. Bolles Felli Q2 (pat) E. Viviani 11':45" Q3 (TD) 11yd interception return Felli Q3 (pat) Bonzanni 5':50" Q3 (TD) 10yd pass from B. Bolles Felli Q3 (pat) Felli 8':15" Q4 (FG) 33yd S. Ampomah 3':45" Q4 (TD) 17yd pass from Monardi Felli Q4 (pat) | Marcatori |  |

#### 10ª giornata
| Arbitri: | Zampedri A. Maghini Mancino A. Avagnina A. Tognoni Antonelli Cassiani |

| |           | |
| M. Castle 11':14" Q1 (TD) 61yd pass from Zahradka J. Flores Calderon Q1 (pat) M. Castle 5':50" Q1 (TD) 7yd pass from Zahradka J. Flores Calderon Q1 (pat) Zahradka 2':53" Q1 (TD) 1yd run J. Flores Calderon Q1 (pat) J. Flores Calderon 9':45" Q2 (TD) 40yd pass from Zahradka J. Flores Calderon Q2 (pat) M. Castle 6':24" Q2 (TD) 59yd pass from Zahradka J. Flores Calderon Q2 (pat) J. Flores Calderon 1':10" Q2 (TD) 30yd pass from Zahradka J. Flores Calderon Q2 (pat) Santagostino 4':55" Q3 (TD) 4yd pass from Zahradka J. Flores Calderon Q3 (pat) J. Flores Calderon 0':40" Q3 (TD) 30yd pass from Zahradka J. Flores Calderon Q3 (pat) | Marcatori | J. Gerbino 9':55" Q1 (TD) 45yd pass from Fimiani A. Barbaro Q1 (pat) J. Gerbino 11':27" Q2 (TD) 24yd pass from Fimiani A. Barbaro Q2 (pat) J. Gerbino 7':36" Q2 (TD) 26yd pass from Fimiani A. Barbaro Q2 (pat) J. Gerbino 6':34" Q2 (TD) 1yd run A. Barbaro Q2 (pat) J. Minnehan 10':36" Q3 (TD) 30yd pass from Fimiani A. Barbaro Q3 (pat) Fimiani 7':29" Q3 (TD) 8yd run J. Gerbino 2':48" Q3 (TD) 1yd run |

| Arbitri: | G. Rizzello R. Buran L. Ferracuti G. Virone S. Bernini M. Pilia R. Rettani |

|                                                                   |           | |
| D. Skinner 2':11" Q3 (TD) 6yd fumble recovery M. Chiriac Q3 (pat) | Marcatori | D. Sherman 8':04" Q1 (TD) 1yd run C. Brancaccio Q1 (pat) D. Sherman 1':14" Q1 (TD) 3yd pass from di Galbo C. Brancaccio Q1 (pat) R. Rotelli 4':50" Q2 (TD) 40yd interception return C. Brancaccio Q2 (pat) di Galbo 10':25" Q4 (TD) 1yd run C. Brancaccio Q4 (pat) D. Sherman 2':12" Q4 (TD) 11yd run C. Brancaccio Q4 (pat) |

| Arbitri: | Sala F. Tognon Tomaz F. Busca Colombo N. Pizzorno A. Taballione |

| |           | |
| S. Seymour 8':44" Q1 (TD) 2yd run M. Dazzani Q1 (pat) S. Seymour 4':08" Q1 (TD) 50yd run M. Dazzani Q1 (pat) S. Seymour 11':23" Q2 (TD) 22yd run A. Zacary 2':00" Q2 (TD) 52yd pass from S. Seymour M. Dazzani Q2 (pat) S. Seymour 10':42" Q3 (TD) 65yd run M. Dazzani Q3 (pat) S. Seymour 4':43" Q4 (TD) 1yd run M. Zanetti Q4 (pat) | Marcatori | B. Escobar 9':26" Q2 (TD) 9yd pass from D. Santacaterina G. Sarra Q2 (pat) Elmi 4':12" Q2 (TD) 2yd run G. Sarra Q2 (pat) L. Assemian 11':09" Q4 (TD) 1yd run G. Sarra Q4 (pat) B. Escobar 1':09" Q4 (TD) 1yd pass from D. Santacaterina G. Sarra Q4 (pat) |

#### 11ª giornata
| Milano 21 maggio 2022, ore 18:00 | Rhinos Milano | 30 – 20 (14-7 0-7 14-0 2-6) | Vipers Modena | Velodromo Maspes-Vigorelli |

| Arbitri: | S. d'Amato Sala Tomaz M. Pilia D. Gilardi E. di Battista L. Ferracuti |

| |           | |
| Team 11':00" Q1 (saf) 14yd rush for loss to the 0yd C. Brancaccio 6':25" Q2 (FG) 5yd D. Sherman 6':55" Q3 (TD) 1yd run C. Brancaccio Q3 (pat) | Marcatori | Finadri 7':45" Q1 (TD) 27yd pass from B. Bolles Felli Q1 (pat) Felli 6':45" Q1 (FG) 43yd D. Dales 3':00" Q2 (TD) 4yd run Felli Q2 (pat) Felli 9':15" Q4 (FG) 31yd Felli 5':23" Q4 (FG) 21yd D. Dales 1':45" Q4 (TD) 24yd run Felli Q4 (pat) |

| Arbitri: | A. Maghini R. Buran G. Ventura F. Garlaschi A. Sartini E. Bovi R. Rettani |

|  |           | |
|  | Marcatori | T. Alivernini 8':58" Q1 (TD) 4yd run J. Impallomeni Q1 (pat) E. Iudicone 1':23" Q1 (TD) 9yd pass from Stitt J. Impallomeni Q1 (pat) R. Curtiss 0':56" Q2 (TD) 19yd pass from Stitt J. Impallomeni Q2 (pat) |

#### 12ª giornata
| Arbitri: | S. d'Amato G. Curatolo I. Conti A. Conti N. Pizzorno F. Busca L. Ferracuti |

| |           | |
| S. Seymour 11':40" Q1 (TD) 26yd run M. Zanetti Q1 (pat) S. Seymour 8':05" Q2 (TD) 35yd run Parlangeli 3':55" Q2 (TD) 26yd pass from S. Seymour S. Seymour Q2 (tpc) rush Parlangeli 4':25" Q4 (TD) 30yd pass from S. Seymour M. Zanetti Q4 (pat) | Marcatori | Stitt 10':45" Q2 (TD) 1yd run J. Impallomeni Q2 (pat) E. Iudicone 7':35" Q3 (TD) 14yd pass from Stitt J. Impallomeni Q3 (pat) Stitt 2':40" Q4 (TD) 10yd run J. Impallomeni Q4 (pat) |

| Arbitri: | F. Garlaschi R. Buran G. Virone V. Vitelli S. Bernini F. Busca L. Ferracuti |

| |           |  |
| Felli 5':20" Q2 (FG) 33yd Felli 0':41" Q2 (FG) 39yd D. Dales 1':59" Q4 (TD) 21yd run Felli Q4 (pat) | Marcatori |  |

| Arbitri: | Sala G. Curatolo Tomaz I. Conti N. Pizzorno A. Conti A. Tognoni |

|                                     |           | |
| F. Sicignano 1':38" Q4 (TD) 1yd run | Marcatori | Fimiani 0':00" Q1 (TD) 6yd run A. Barbaro Q1 (pat) J. Gerbino 7':41" Q2 (TD) 4yd run A. Barbaro Q2 (pat) Fimiani 0':53" Q2 (TD) 6yd run A. Barbaro Q2 (pat) Almeida 0':04" Q2 (TD) 39yd pass from Fimiani A. Barbaro Q2 (pat) C. Casati 2':47" Q3 (TD) 42yd run A. Barbaro Q3 (pat) |

#### 13ª giornata
| Arbitri: | Sala R. Buran Tomaz E. Bovi S. Bernini V. Vitelli R. Rettani |

|                                                                                   |           | |
| A. Monte 0':50" Q1 (FG) 22yd B. Hayes II 3':51" Q3 (TD) 2yd run A. Monte Q3 (pat) | Marcatori | M. Castle 11':43" Q1 (TD) 52yd pass from Zahradka F. Fiammenghi Q1 (pat) F. Fiammenghi 9':13" Q1 (TD) 51yd pass from Zahradka F. Fiammenghi Q1 (pat) M. Castle 3':52" Q1 (TD) 52yd pass from Zahradka F. Fiammenghi Q1 (pat) L. Freschi 0':30" Q1 (TD) 9yd pass from Zahradka F. Fiammenghi Q1 (pat) G. Querzola 3':37" Q2 (TD) 2yd run I. Lamamra 1':02" Q2 (TD) 15yd pass from G. Troni |

### Classifica
La classifica della regular season è la seguente:
- PCT = percentuale di vittorie, G = partite giocate, V = partite vinte, P = partite perse, PF = punti fatti, PS = punti subiti
- La qualificazione ai playoff è indicata in verde
- La retrocessa in Seconda Divisione è indicata in giallo

| Pos. | Squadra          | PCT   | G | V | P | PF  | PS  |
| ---- | ---------------- | ----- | - | - | - | --- | --- |
| 1    | Seamen Milano    | 1.000 | 8 | 8 | 0 | 328 | 91  |
| 2    | Panthers Parma   | .750  | 8 | 6 | 2 | 215 | 120 |
| 3    | Guelfi Firenze   | .750  | 8 | 6 | 2 | 310 | 195 |
| 4    | Dolphins Ancona  | .500  | 8 | 4 | 4 | 193 | 157 |
| 5    | Vipers Modena    | .375  | 8 | 3 | 5 | 147 | 219 |
| 6    | Warriors Bologna | .375  | 8 | 3 | 5 | 162 | 211 |
| 7    | Ducks Lazio      | .375  | 8 | 3 | 5 | 187 | 248 |
| 8    | Rhinos Milano    | .250  | 8 | 2 | 6 | 148 | 281 |
| 9    | Mastini Verona   | .125  | 8 | 1 | 7 | 65  | 229 |

## Playoff

### Tabellone
|  | Wild Card | Wild Card        | Wild Card      |                 |    | Semifinali | Semifinali    | Semifinali |  |  | XLI Italian Bowl | XLI Italian Bowl | XLI Italian Bowl |  |
|  |           |                  |                |                 |    |            |               |            |  |  |                  |                  |                  |  |
|  |           |                  |                |                 |    | 1          | Seamen Milano | 41         |  |  |                  |                  |                  |  |
|  |           |                  |                |                 |    | 1          | Seamen Milano | 41         |  |  |                  |                  |                  |  |
|  |           |                  |                | Dolphins Ancona | 21 |            |               |            |  |  |                  |                  |                  |  |
|  | 4         | Dolphins Ancona  | 42             | Dolphins Ancona | 21 |            |               |            |  |  |                  |                  |                  |  |
|  | 4         | Dolphins Ancona  | 42             |                 |    |            |               |            |  |  |                  |                  |                  |  |
|  | 5         | Vipers Modena    | 7              |                 |    |            |               |            |  |  |                  |                  |                  |  |
|  | 5         | Vipers Modena    | 7              | Seamen Milano   |    |            |               |            |  |  |                  |                  |                  |  |
|  |           |                  |                |                 |    |            |               |            |  |  |                  |                  |                  |  |
|  |           |                  | Guelfi Firenze |                 |    |            |               |            |  |  |                  |                  |                  |  |
|  |           |                  |                |                 |    |            |               |            |  |  |                  |                  |                  |  |
|  |           |                  |                |                 |    |            |               |            |  |  |                  |                  |                  |  |
|  |           |                  |                |                 |    |            |               |            |  |  |                  |                  |                  |  |
|  |           | 2                | Panthers Parma | 14              |    |            |               |            |  |  |                  |                  |                  |  |
|  |           |                  |                | 14              |    |            |               |            |  |  |                  |                  |                  |  |
|  |           |                  |                | Guelfi Firenze  | 19 |            |               |            |  |  |                  |                  |                  |  |
|  | 3         | Guelfi Firenze   | 49             | Guelfi Firenze  | 19 |            |               |            |  |  |                  |                  |                  |  |
|  | 3         | Guelfi Firenze   | 49             |                 |    |            |               |            |  |  |                  |                  |                  |  |
|  | 6         | Warriors Bologna | 0              |                 |    |            |               |            |  |  |                  |                  |                  |  |

### Wild Card
| Ancona 11 giugno 2022, ore 18:05 | Dolphins Ancona | 42 – 7 (13-0 22-0 7-0 0-7) | Vipers Modena | C.S. Nelson Mandela |

| Firenze 12 giugno 2022, ore 15:30 | Guelfi Firenze | 49 – 0 (21-0 14-0 7-0 7-0) | Warriors Bologna | Guelfi Sport Center |

### Semifinali
| Scandiano 18 giugno 2022, ore 20:00 | Panthers Parma | 14 – 19 (0-7 7-6 0-6 7-0) | Guelfi Firenze | Stadio Andrea Torelli |

| Milano 19 giugno 2022, ore 18:45 | Seamen Milano | 41 – 21 (14-7 14-7 7-7 6-0) | Dolphins Ancona | Velodromo Maspes-Vigorelli |

### XLI Italian Bowl
| Bologna 2 luglio 2022, ore 20:30 | Seamen Milano | 17 – 21 | Guelfi Firenze | Stadio Renato Dall'Ara |

## XLI Italian Bowl
La partita finale, chiamata XLI Italian Bowl si è giocata il 2 luglio 2022 a Bologna, ed è stata vinta dai Guelfi Firenze sui Seamen Milano per 21 a 17.
Al termine, Lorenzo Dalle Piagge – Defensive End dei Guelfi– è stato nominato MVP dell'incontro.

## Verdetti
- Guelfi Firenze Campioni d'Italia 2022
- Mastini Verona retrocessi in Seconda Divisione FIDAF 2023

## Marcatori
Mancano i dati dell'incontro Rhinos-Vipers dell'11ª giornata.

| Giocatore          | Sq.              | TD rush | TD recv | TD int | TD p.ret | TD k.ret | TD oth | Xp1 | Xp2 | FG | Saf | Totale |
| ------------------ | ---------------- | ------- | ------- | ------ | -------- | -------- | ------ | --- | --- | -- | --- | ------ |
| Gerbino            | Guelfi Firenze   | 13      | 7       | 0      | 0        | 0        | 0      | 0   | 4   | 0  | 0   | 128    |
| Castle             | Seamen Milano    | 1       | 17      | 0      | 0        | 0        | 0      | 0   | 0   | 0  | 0   | 108    |
| Fimiani            | Guelfi Firenze   | 11      | 0       | 0      | 0        | 0        | 0      | 0   | 1   | 0  | 0   | 68     |
| Felli              | Panthers Parma   | 0       | 0       | 0      | 0        | 0        | 0      | 26  | 0   | 11 | 0   | 59     |
| J. Flores Calderon | Seamen Milano    | 0       | 5       | 0      | 0        | 0        | 0      | 20  | 0   | 2  | 0   | 56     |
| R. Curtiss         | Ducks Lazio      | 1       | 8       | 0      | 0        | 0        | 0      | 0   | 0   | 0  | 0   | 54     |
| 3 giocatori        | 50               |         |         |        |          |          |        |     |     |    |     |        |
| 2 giocatori        | 48               |         |         |        |          |          |        |     |     |    |     |        |
| 3 giocatori        | 36               |         |         |        |          |          |        |     |     |    |     |        |
| F. Fiammenghi      | Seamen Milano    | 0       | 5       | 0      | 0        | 0        | 0      | 4   | 0   | 0  | 0   | 34     |
| C. Brancaccio      | Dolphins Ancona  | 1       | 0       | 0      | 0        | 0        | 0      | 18  | 0   | 3  | 0   | 33     |
| D. Skinner         | Vipers Modena    | 0       | 3       | 1      | 0        | 0        | 1      | 0   | 1   | 0  | 0   | 32     |
| 2 giocatori        | 30               |         |         |        |          |          |        |     |     |    |     |        |
| Barbaro            | Guelfi Firenze   | 0       | 0       | 0      | 0        | 0        | 0      | 25  | 0   | 1  | 0   | 28     |
| M. Dazzani         | Warriors Bologna | 0       | 0       | 0      | 0        | 0        | 0      | 12  | 0   | 5  | 0   | 27     |
| J. Impallomeni     | Ducks Lazio      | 0       | 0       | 0      | 0        | 0        | 0      | 25  | 0   | 0  | 0   | 25     |
| 6 giocatori        | 24               |         |         |        |          |          |        |     |     |    |     |        |
| 9 giocatori        | 18               |         |         |        |          |          |        |     |     |    |     |        |
| L. Gioco           | Seamen Milano    | 0       | 0       | 0      | 0        | 0        | 0      | 13  | 0   | 1  | 0   | 16     |
| 10 giocatori       | 12               |         |         |        |          |          |        |     |     |    |     |        |
| A. Monte           | Mastini Verona   | 0       | 0       | 0      | 0        | 0        | 0      | 5   | 0   | 2  | 0   | 11     |
| M. Zanetti         | Warriors Bologna | 0       | 1       | 0      | 0        | 0        | 0      | 3   | 0   | 0  | 0   | 9      |
| D. Santacaterina   | Rhinos Milano    | 1       | 0       | 0      | 0        | 0        | 0      | 0   | 1   | 0  | 0   | 8      |
| 29 giocatori       | 6                |         |         |        |          |          |        |     |     |    |     |        |
| R. Petrilli        | Guelfi Firenze   | 0       | 0       | 0      | 0        | 0        | 0      | 2   | 0   | 1  | 0   | 5      |
| 3 giocatori        | 2                |         |         |        |          |          |        |     |     |    |     |        |
| 2 giocatori        | 1                |         |         |        |          |          |        |     |     |    |     |        |

- Miglior marcatore della stagione regolare: Gerbino ( Guelfi Firenze), 128

## Passer rating
Mancano i dati dell'incontro Rhinos-Vipers dell'11ª giornata.

La classifica tiene in considerazione soltanto i quarterback con almeno 10 lanci effettuati.
| Giocatore        | Sq.              | G | Att | Comp | Int | Yds  | TD | NFL    | NCAA   |
| ---------------- | ---------------- | - | --- | ---- | --- | ---- | -- | ------ | ------ |
| Zahradka         | Seamen Milano    | 8 | 201 | 129  | 4   | 2427 | 35 | 137,17 | 219,09 |
| Fimiani          | Guelfi Firenze   | 8 | 93  | 55   | 2   | 798  | 11 | 117,59 | 165,95 |
| Monardi          | Panthers Parma   | 5 | 32  | 17   | 2   | 246  | 3  | 83,59  | 136,14 |
| S. Seymour       | Warriors Bologna | 4 | 39  | 17   | 1   | 300  | 3  | 85,42  | 128,46 |
| G. Troni         | Seamen Milano    | 4 | 21  | 10   | 0   | 123  | 2  | 97,92  | 128,25 |
| D. Vanatsky      | Vipers Modena    | 7 | 169 | 100  | 5   | 1083 | 9  | 83,52  | 124,66 |
| G. Cousineau     | Warriors Bologna | 4 | 144 | 91   | 5   | 833  | 7  | 80,58  | 120,88 |
| Stitt            | Ducks Lazio      | 8 | 221 | 120  | 6   | 1299 | 15 | 83,14  | 120,64 |
| B. Bolles        | Panthers Parma   | 7 | 186 | 95   | 6   | 1261 | 10 | 77,38  | 119,31 |
| di Galbo         | Dolphins Ancona  | 8 | 264 | 144  | 7   | 1427 | 13 | 75,43  | 110,90 |
| D. Santacaterina | Rhinos Milano    | 7 | 195 | 97   | 8   | 1069 | 10 | 66,38  | 104,51 |
| Gerbino          | Guelfi Firenze   | 6 | 34  | 17   | 0   | 179  | 1  | 75,49  | 103,93 |
| T. Walker        | Mastini Verona   | 2 | 26  | 11   | 2   | 86   | 1  | 31,89  | 67,40  |
| L. Tommasi       | Mastini Verona   | 5 | 58  | 27   | 4   | 191  | 1  | 31,61  | 66,11  |
| B. Hayes II      | Mastini Verona   | 4 | 20  | 7    | 0   | 43   | 0  | 43,75  | 53,06  |
| Ines             | Rhinos Milano    | 3 | 10  | 4    | 2   | 57   | 0  | 19,58  | 47,88  |
| Bonacci          | Mastini Verona   | 2 | 25  | 7    | 2   | 68   | 0  | 6,25   | 34,85  |
| A. Bello         | Warriors Bologna | 1 | 17  | 3    | 3   | 12   | 0  | 0,00   | -11,72 |
| J. Impallomeni   | Ducks Lazio      | 4 | 9   | 3    | 0   | 29   | 0  |        |        |
| A. Gatti         | Vipers Modena    | 2 | 6   | 1    | 0   | 2    | 0  |        |        |
| S. Venturi       | Mastini Verona   | 4 | 5   | 1    | 1   | 50   | 0  |        |        |
| L. Blanzieri     | Vipers Modena    | 1 | 2   | 0    | 1   | 0    | 0  |        |        |
| A. Zacary        | Warriors Bologna | 2 | 2   | 2    | 0   | 66   | 0  |        |        |
| T. Alivernini    | Ducks Lazio      | 1 | 1   | 0    | 0   | 0    | 0  |        |        |
| Castle           | Seamen Milano    | 1 | 1   | 1    | 0   | 10   | 0  |        |        |
| Quattrone        | Dolphins Ancona  | 1 | 1   | 0    | 1   | 0    | 0  |        |        |
| D. Skinner       | Vipers Modena    | 1 | 1   | 1    | 0   | 14   | 1  |        |        |

- Miglior QB della stagione regolare: Luke Zahradka ( Seamen Milano), 219,09